# جوزيف ويل
جوزيف ويل (بالإنجليزية: Joseph Will)‏ هو ممثل أمريكي، ولد في 4 نوفمبر 1970 في الولايات المتحدة.

## وصلات خارجية
- جوزيف ويل على موقع IMDb (الإنجليزية)
- جوزيف ويل على موقع قاعدة بيانات الفيلم (الإنجليزية)